# Culdesac
Culdesac es una ciudad ubicada en el condado de Nez Perce en el estado estadounidense de Idaho. En el año 2010 tenía una población de 380 habitantes y una densidad poblacional de 633,33 personas por km².

## Geografía
Culdesac se encuentra ubicado en las coordenadas 46°22′30″N 116°40′13″O / 46.37500, -116.67028. Según la Oficina del Censo, la localidad tiene un área total de 0,6 km² (0,2 mi²), de la cual 0,6 km² (0,2 mi²) es tierra y 0 km² (0 mi²) (0.0%) es agua.

## Demografía
En el 2000 la renta per cápita promedia del hogar era de $25,750, y el ingreso promedio para una familia era de $31,364. En 2000 los hombres tenían un ingreso per cápita de $27,500 contra $22,083 para las mujeres. El ingreso per cápita para la localidad era de $11,888. Alrededor del 16.4% de la población estaba bajo el umbral de pobreza nacional.